# Adrian Alston
Adrian Alston (ur. 8 lutego 1949 w Preston) – były australijski piłkarz pochodzenia angielskiego. Grał na pozycji napastnika.

## Kariera klubowa
Adrian Alston wyemigrował wraz z rodziną do Australii w latach sześćdziesiątych. Alston rozpoczął karierę w klubie South Coast United w 1967 roku. W klubie występował do 1969, zdobywając mistrzostwo stanu Nowa Południowa Walia – NSW League Division 1 w 1969 roku. W 1969 przeszedł do innego czołowego klubu NSW League – St George. W klubie z Sydney występował do 1972 roku, zdobywając z nim mistrzostwo stanu Nowa Południowa Walia – NSW League Division 1 w 1972 roku.
W 1974 roku grał w Safeway United, po czym wyemigrował do pierwszoligowego angielskiego Luton Town, z którym spadł w 1975 roku do Division 2. W trakcie sezonu 1975-1976 przeszedł do trzecioligowego walijskiego Cardiff City, z którym awansował do Division 2 w 1976 roku. W 1977 roku przeszedł do amerykańskiego klubu Tampa Bay Rowdies, w którym grał do zakończenia kariery w 1978 roku, z krótką przerwą na grę w Canberra City. W 1984 roku powrócił na boisko i zaliczył epizod w Wollongong City.

## Kariera reprezentacyjna
Adrian Alston zadebiutował w reprezentacji 20 lipca 1969 w wygranym 1-0 meczu z Nową Zelandii w Sydney. W tym samym roku uczestniczył w eliminacjach do Mistrzostw Świata 1970. W 1973 Australia awansowała po raz pierwszy w historii do Mistrzostw Świata 1974, a Alston uczestniczył w eliminacjach. Na turnieju w RFN Alston wystąpił we wszystkich trzech meczach z NRD, RFN i Chile. Ostatni raz w reprezentacji Alston zagrał 25 listopada 1977 w przegranym 0-1 meczu z Iranem w Teheranie w przegranych eliminacjach Mistrzostw Świata 1978. Ogółem w latach 1969–1977 wystąpił w 37 spotkaniach i strzelił 6 bramek.

## Kariera trenerska
W 1979 roku Adrian Alston został trenerem. W tym roku prowadził St. Petersburg Thunder Bolts. Potem miał prawie dwudziestoletnią przerwę w pracy trenereskiej. W 1997 roku powrócił do pracy trenerskiej w klubie Port Kembla. W późniejszych latach był trenerem ACT Rockets, Wollongong City i Bulli.